# WS Mais Uma Vez Tour
WS Mais Uma Vez Tour é a quarta turnê do cantor brasileiro Wesley Safadão, para promover o álbum WS Mais Uma Vez (2018).
Iniciou em 12 de setembro de 2018, em São Paulo, Brasil. Até o momento contou com 129 shows, passando por seis países, sendo eles Brasil, França, Inglaterra, Paraguai, Portugal e Suíça.

## Desenvolvimento
O primeiro show da turnê, que ocorreu no Villaggio JK, em São Paulo, contou com a participação de muitos fãs, além da presença de famosos, como os atores Érika Januza, Henri Castelli e Marcello Melo Jr., e os cantores Gabriel Diniz, Breno & Caio Cesar, Cleber & Cauan, Gui do Jeito Moleque, MC Gui e Rafa & Pipo Marques, entre outros.
O repertório é constituído por músicas do WS Mais Uma Vez e por grandes sucessos da carreira do cantor.

## Datas
| Data                    | Cidade                | Estado              | País       | Local                                                            | Evento                                                                             | Ref.          |
| ----------------------- | --------------------- | ------------------- | ---------- | ---------------------------------------------------------------- | ---------------------------------------------------------------------------------- | ------------- |
| América do Sul          |                       |                     |            |                                                                  |                                                                                    |               |
| 12 de setembro de 2018  | São Paulo             | São Paulo           | Brasil     | Villaggio JK                                                     | Lançamento WS Mais Uma Vez                                                         | [ 1 ]         |
| 13 de setembro de 2018  | Presidente Prudente   | São Paulo           | Brasil     | Recinto de Exposições Jacob Tosello                              | Expo Prudente (Exposição Agropecuária de Presidente Prudente)                      | [ 3 ]         |
| 14 de setembro de 2018  | Surubim               | Pernambuco          | Brasil     | Parque J. Galdino                                                | Vaquejada de Surubim                                                               | [ 4 ] [ 5 ]   |
| 15 de setembro de 2018  | Jaguariúna            | São Paulo           | Brasil     | Red Park                                                         | Jaguariúna Rodeo Festival                                                          | [ 6 ]         |
| 16 de setembro de 2018  | Russas                | Ceará               | Brasil     | Bezerra Shows                                                    | Safadão in Russas                                                                  | [ 7 ]         |
| 21 de setembro de 2018  | São José dos Campos   | São Paulo           | Brasil     | Arena Vale Music Fest                                            | Vale Music Fest                                                                    | [ 8 ]         |
| 22 de setembro de 2018  | São Paulo             | São Paulo           | Brasil     | Autódromo de Interlagos                                          | VillaMix Festival                                                                  | [ 9 ]         |
| 22 de setembro de 2018  | Florianópolis         | Santa Catarina      | Brasil     | Stage Music Park                                                 | Garota White                                                                       | [ 10 ]        |
| 23 de setembro de 2018  | Salvador              | Bahia               | Brasil     | Parque de Exposições de Salvador                                 | Salvador Fest                                                                      | [ 11 ]        |
| 26 de setembro de 2018  | Igarapé do Meio       | Maranhão            | Brasil     | Praça do Retorno                                                 | Aniversário de Igarapé do Meio                                                     | [ 12 ]        |
| 27 de setembro de 2018  | Araruama              | Rio de Janeiro      | Brasil     | Parque de Exposições Manoel Marinho Leão                         | Expo Araruama (Exposição Agropecuária de Araruama)                                 | [ 13 ]        |
| 28 de setembro de 2018  | São Carlos            | São Paulo           | Brasil     | Banana Brasil Eventos                                            |                                                                                    | [ 14 ]        |
| 29 de setembro de 2018  | Santa Teresa          | Espírito Santo      | Brasil     | Parque de Exposições e Eventos Frei Estevão Eugênio Corteletti   |                                                                                    | [ 15 ]        |
| 30 de setembro de 2018  | Barcarena             | Pará                | Brasil     | Centro de Exposição Cultural Maria Siqueira dos Santos Dias      | Festival do Abacaxi                                                                | [ 16 ]        |
| Europa                  |                       |                     |            |                                                                  |                                                                                    |               |
| 4 de outubro de 2018    | Paris                 | Ilha de França      | França     | Cabaret Sauvage                                                  |                                                                                    | [ 17 ]        |
| 5 de outubro de 2018    | Zurique               | Cantão de Zurique   | Suíça      | Stadthalle Dietikon                                              |                                                                                    | [ 17 ]        |
| 6 de outubro de 2018    | Lisboa                | Estremadura         | Portugal   | Altice Arena                                                     | VillaMix Festival                                                                  | [ 17 ]        |
| 7 de outubro de 2018    | Londres               | Grande Londres      | Inglaterra | O₂ Forum Kentish Town                                            |                                                                                    | [ 17 ]        |
| América do Sul          |                       |                     |            |                                                                  |                                                                                    |               |
| 11 de outubro de 2018   | Goianésia             | Goiás               | Brasil     | Parque da Lagoa Princesa do Vale                                 | Goianésia Mix Festival                                                             | [ 18 ]        |
| 12 de outubro de 2018   | Fortaleza             | Ceará               | Brasil     | Colosso Lake Lounge                                              | WS Sunset                                                                          | [ 19 ]        |
| 12 de outubro de 2018   | Mossoró               | Rio Grande do Norte | Brasil     | Porcino Park Center                                              | Vaquejada de Mossoró                                                               | [ 20 ]        |
| 13 de outubro de 2018   | Cabedelo              | Paraíba             | Brasil     | Praia de Intermares                                              | WS Sunset                                                                          | [ 21 ]        |
| 13 de outubro de 2018   | Parnamirim            | Rio Grande do Norte | Brasil     | Parque de Exposições Aristófanes Fernandes                       | Festa do Boi                                                                       | [ 22 ]        |
| 14 de outubro de 2018   | Tobias Barreto        | Sergipe             | Brasil     | Disney Music                                                     | Safadão Sunset                                                                     | [ 23 ]        |
| 18 de outubro de 2018   | Picos                 | Piauí               | Brasil     | Estádio Helvídio Nunes de Barros                                 | Balança Piauí                                                                      | [ 24 ]        |
| 19 de outubro de 2018   | Parnaíba              | Piauí               | Brasil     | Estádio Petrônio Portela                                         | Piauí Comemora                                                                     | [ 25 ]        |
| 20 de outubro de 2018   | Cariri                | Ceará               | Brasil     | Estacionamento do Cariri Garden Shopping                         | Arena Safadão                                                                      | [ 26 ]        |
| 21 de outubro de 2018   | Bom Jesus             | Piauí               | Brasil     | Avenida Josué Parente                                            | Festival de Rabecas                                                                | [ 27 ]        |
| 27 de outubro de 2018   | Vinhedo               | São Paulo           | Brasil     | Hopi Hari                                                        | Hora do Horror 2018 - Sacrificium                                                  | [ 28 ]        |
| 27 de outubro de 2018   | São Bernardo do Campo | São Paulo           | Brasil     | Estância Alto da Serra                                           |                                                                                    | [ 29 ]        |
| 3 de novembro de 2018   | Morro de São Paulo    | Bahia               | Brasil     | Terceira Praia                                                   | Festival Terceira Praia - Safadão no Morro                                         | [ 30 ]        |
| 8 de novembro de 2018   | Vitória da Conquista  | Bahia               | Brasil     | Estacionamento do Boulevard Shopping                             | Conquista Privilege                                                                | [ 31 ]        |
| 10 de novembro de 2018  | Balneário Rincão      | Santa Catarina      | Brasil     | Campestre Park                                                   | Arrocha Summer                                                                     | [ 32 ]        |
| 11 de novembro de 2018  | Lorena                | São Paulo           | Brasil     | Cervejaria do Gordo                                              |                                                                                    | [ 33 ]        |
| 14 de novembro de 2018  | Recife                | Pernambuco          | Brasil     | Área Externa do Classic Hall                                     | Show da Virada - Rede Globo                                                        | [ 34 ]        |
| 14 de novembro de 2018  | Aracaju               | Sergipe             | Brasil     | Arena Eventos                                                    | Garota White                                                                       | [ 35 ]        |
| 15 de novembro de 2018  | Itinga do Maranhão    | Maranhão            | Brasil     | Parque de Exposição Will Brito                                   | Itinga AgroShow (Exposição Agropecuária de Itinga)                                 | [ 36 ]        |
| 16 de novembro de 2018  | Salinas da Margarida  | Bahia               | Brasil     | Praça Luiz Eduardo Magalhães                                     | Festival de Salinas                                                                | [ 37 ]        |
| 17 de novembro de 2018  | Caldas Novas          | Goiás               | Brasil     | Caldas Park Show                                                 | Caldas Country Show                                                                | [ 38 ]        |
| 18 de novembro de 2018  | Tefé                  | Amazonas            | Brasil     | Praia da Ponta Branca                                            | Festa da Castanha                                                                  | [ 39 ]        |
| 22 de novembro de 2018  | Olinda                | Pernambuco          | Brasil     | Centro de Convenções de Pernambuco                               | Privado - Formatura Colégio Marista São Luís                                       | [ 40 ]        |
| 24 de novembro de 2018  | Rio de Janeiro        | Rio de Janeiro      | Brasil     | Km de Vantagens Hall                                             |                                                                                    | [ 41 ]        |
| 25 de novembro de 2018  | WS On Board           | São Paulo           | Brasil     | Oceano Atlântico                                                 | WS On Board                                                                        | [ 42 ]        |
| 30 de novembro de 2018  | Ciudad del Este       | Alto Paraná         | Paraguay   | Estacionamento do Shopping Del Este                              | Festival Internacional Universitário                                               | [ 43 ]        |
| 1° de dezembro de 2018  | Porto Alegre          | Rio Grande do Sul   | Brasil     | Estádio Beira-Rio                                                | Universo Alegria                                                                   | [ 44 ]        |
| 1° de dezembro de 2018  | Curitiba              | Paraná              | Brasil     | Expotrade Convention Center                                      | Garota VIP Festival                                                                | [ 45 ]        |
| 5 de dezembro de 2018   | Brasília              | Distrito Federal    | Brasil     | CICB (Centro Internacional de Convenções do Brasil)              | Privado - Prêmio CNT de Jornalismo                                                 | [ 46 ]        |
| 7 de dezembro de 2018   | Boa Vista             | Roraima             | Brasil     | Estacionamento do Pátio Roraima Shopping                         | Garota White                                                                       | [ 47 ]        |
| 8 de dezembro de 2018   | Fortaleza             | Ceará               | Brasil     | Estacionamento da Arena Castelão                                 | VillaMix Festival                                                                  | [ 48 ]        |
| 9 de dezembro de 2018   | Salvador              | Bahia               | Brasil     | Arena Fonte Nova                                                 | Festival de Verão de Salvador                                                      | [ 49 ]        |
| 13 de dezembro de 2018  | Santa Luzia           | Maranhão            | Brasil     | Arena Show                                                       | Festejos de Santa Luzia                                                            | [ 50 ]        |
| 14 de dezembro de 2018  | Natal                 | Rio Grande do Norte | Brasil     | Praça de Eventos da Arena das Dunas                              | Camarote Skol Beats - Carnatal                                                     | [ 51 ]        |
| 15 de dezembro de 2018  | São Paulo             | São Paulo           | Brasil     | Arena Anhembi                                                    | Garota VIP Festival                                                                | [ 52 ]        |
| 16 de dezembro de 2018  | Feira de Santana      | Bahia               | Brasil     | Prime Music                                                      | Pré-Réveillon                                                                      | [ 53 ]        |
| 18 de dezembro de 2018  | Natal                 | Rio Grande do Norte | Brasil     | Centro de Convenções de Natal                                    | Privado - Formatura do Colégio CEI                                                 | [ 54 ]        |
| 20 de dezembro de 2018  | São Raimundo Nonato   | Piauí               | Brasil     | Bosque das Algarobas                                             | Festa do Branco                                                                    | [ 55 ]        |
| 21 de dezembro de 2018  | Maranhãozinho         | Maranhão            | Brasil     | Praça Pública                                                    | Aniversário de Maranhãozinho                                                       | [ 56 ]        |
| 22 de dezembro de 2018  | Araripina             | Pernambuco          | Brasil     | Parque Três Vaqueiros                                            |                                                                                    | [ 57 ]        |
| 23 de dezembro de 2018  | Juazeiro              | Bahia               | Brasil     | Chácara Bougainville                                             | Perna-longa                                                                        | [ 58 ]        |
| 26 de dezembro de 2018  | Tauá                  | Ceará               | Brasil     | Forró no Sertão                                                  | Pré-Réveillon                                                                      | [ 59 ]        |
| 27 de dezembro de 2018  | São Miguel do Gostoso | Rio Grande do Norte | Brasil     | Arena de Shows - Praia do Maceió                                 | Réveillon do Gostoso - Festa Mangata                                               | [ 60 ]        |
| 28 de dezembro de 2018  | Rio das Ostras        | Rio de Janeiro      | Brasil     | Camping Costa Azul Rio das Ostras                                | Fest Verão                                                                         | [ 61 ]        |
| 29 de dezembro de 2018  | Guarujá               | São Paulo           | Brasil     | Arena Jequitimar Guarujá                                         | Sunset On The Beach                                                                | [ 62 ]        |
| 29 de dezembro de 2018  | Maresias              | São Paulo           | Brasil     | Sirena Maresias                                                  | Safadão Beach                                                                      | [ 63 ]        |
| 30 de dezembro de 2018  | Capitólio             | Minas Gerais        | Brasil     | Campinho Escarpas do Lago - Nossa Praia                          | Réveillon Escarpas                                                                 | [ 64 ]        |
| 30 de dezembro de 2018  | Salvador              | Bahia               | Brasil     | Orla da Boca do Rio - Próximo ao Antigo Aeroclube                | Festival Virada Salvador                                                           | [ 65 ]        |
| 31 de dezembro de 2018  | Maceió                | Alagoas             | Brasil     | Praia de Jacarecica - Em frente ao Parque Shopping Maceió        | Réveillon Celebration                                                              | [ 66 ]        |
| 1° de janeiro de 2019   | Florianópolis         | Santa Catarina      | Brasil     | P12 - Jurerê Internacional                                       |                                                                                    | [ 67 ] [ 68 ] |
| 2 de janeiro de 2019    | Itajaí                | Santa Catarina      | Brasil     | Belvedere Beach Club - Praia Brava                               |                                                                                    | [ 69 ]        |
| 5 de janeiro de 2019    | Guarapari             | Espírito Santo      | Brasil     | Arena Premium                                                    | Arena Safadão                                                                      | [ 70 ]        |
| 11 de janeiro de 2019   | Pirangi               | Rio Grande do Norte | Brasil     | Ilha Ecomax                                                      | Arena Safadão                                                                      | [ 71 ]        |
| 12 de janeiro de 2019   | Cabedelo              | Paraíba             | Brasil     | Praia de Intermares                                              | Fest Verão Paraíba                                                                 | [ 72 ]        |
| 13 de janeiro de 2019   | Salgueiro             | Pernambuco          | Brasil     | Estádio Cornélio de Barros                                       | Safadão Sunset                                                                     | [ 73 ]        |
| 18 de janeiro de 2019   | Salvador              | Bahia               | Brasil     | Wet'n Wild                                                       | Baile da Santinha                                                                  | [ 74 ]        |
| 18 de janeiro de 2019   | Aracaju               | Sergipe             | Brasil     | Arena Eventos                                                    | Fest Verão Sergipe                                                                 | [ 75 ]        |
| 19 de janeiro de 2019   | Tamandaré             | Pernambuco          | Brasil     | Avenida José Bezerra Sobrinho                                    | Tamandaré Fest                                                                     | [ 76 ]        |
| 23 de janeiro de 2019   | São Paulo             | São Paulo           | Brasil     | Boate VillaMix São Paulo                                         |                                                                                    | [ 77 ]        |
| 24 de janeiro de 2019   | São Paulo             | São Paulo           | Brasil     | CTN (Centro de Tradições Nordestinas)                            |                                                                                    | [ 78 ]        |
| 25 de janeiro de 2019   | São Vicente           | São Paulo           | Brasil     | Arena de Eventos - Praia do Itararé                              | Litoral Music Festival                                                             | [ 79 ]        |
| 25 de janeiro de 2019   | São Paulo             | São Paulo           | Brasil     | Clube Atlético Juventus                                          |                                                                                    | [ 80 ]        |
| 26 de janeiro de 2019   | Armação dos Búzios    | Rio de Janeiro      | Brasil     | Espaço Azul e Branco                                             | Búzios Encanta                                                                     | [ 81 ]        |
| 27 de janeiro de 2019   | Osasco                | São Paulo           | Brasil     | Arena Vip Osasco                                                 |                                                                                    | [ 82 ]        |
| 31 de janeiro de 2019   | Guarabira             | Paraíba             | Brasil     | Parque de Eventos Poeta Ronaldo Cunha Lima                       | Festa da Luz                                                                       | [ 83 ]        |
| 1° de fevereiro de 2019 | Xangri-lá             | Rio Grande do Sul   | Brasil     | Sede Campestre da SABA                                           | Planeta Atlântida                                                                  | [ 84 ]        |
| 2 de fevereiro de 2019  | Porto Belo            | Santa Catarina      | Brasil     | Hakkô Club                                                       | Costelaço Jr Seco                                                                  | [ 85 ]        |
| 3 de fevereiro de 2019  | Teresópolis           | Rio de Janeiro      | Brasil     | Teresópolis Golf Club                                            | Sunset in Terê                                                                     | [ 86 ]        |
| Europa                  |                       |                     |            |                                                                  |                                                                                    |               |
| 4 de fevereiro de 2019  | Paris                 | Ilha de França      | França     | Pavillon Gabriel                                                 | Neymar’s Nuit Rouge - Aniversário de Neymar Jr.                                    | [ 87 ]        |
| América do Sul          |                       |                     |            |                                                                  |                                                                                    |               |
| 8 de fevereiro de 2019  | Rio de Janeiro        | Rio de Janeiro      | Brasil     | Morro da Urca                                                    | Safadão Private                                                                    | [ 88 ]        |
| 9 de fevereiro de 2019  | Sumaré                | São Paulo           | Brasil     | Chapéu Brasil                                                    |                                                                                    | [ 89 ]        |
| 15 de fevereiro de 2019 | São Paulo             | São Paulo           | Brasil     | Rádio Transamérica                                               | Privado - Pocket Show                                                              | [ 90 ] [ 91 ] |
| 17 de fevereiro de 2019 | Praia Grande          | São Paulo           | Brasil     | Kartódromo de Praia Grande                                       | PG Folia                                                                           | [ 92 ]        |
| 18 de fevereiro de 2019 | Cruzeiro Hinode       | Rio de Janeiro      | Brasil     | Oceano Atlântico                                                 | Cruzeiro Diamante Hinode                                                           | [ 93 ]        |
| 21 de fevereiro de 2019 | Cruzeiro Hinode       | Rio de Janeiro      | Brasil     | Oceano Atlântico                                                 | Cruzeiro Diamante Hinode                                                           | [ 93 ]        |
| 22 de fevereiro de 2019 | Primavera do Leste    | Mato Grosso         | Brasil     | Espaço Grupo Itaquerê                                            |                                                                                    | [ 94 ]        |
| 23 de fevereiro de 2019 | Caçapava              | São Paulo           | Brasil     | Arena do Pimenta                                                 | Bloco do Pimenta - 10 Anos                                                         | [ 95 ]        |
| 23 de fevereiro de 2019 | São Paulo             | São Paulo           | Brasil     | Credicard Hall                                                   | Bloco do Safadão                                                                   | [ 96 ] [ 97 ] |
| 23 de fevereiro de 2019 | São Paulo             | São Paulo           | Brasil     | São Paulo Expo                                                   | Privado - Formatura Direito PUC-SP (Pontifícia Universidade Católica de São Paulo) | [ 98 ]        |
| 24 de fevereiro de 2019 | Olinda                | Pernambuco          | Brasil     | Área Externa do Centro de Convenções de Pernambuco               | Olinda Beer                                                                        | [ 99 ]        |
| 28 de fevereiro de 2019 | Salvador              | Bahia               | Brasil     | Circuito Barra-Ondina                                            | Camarote Salvador                                                                  | [ 100 ]       |
| 1° de março de 2019     | Salvador              | Bahia               | Brasil     | Circuito Barra-Ondina                                            | Camarote Club                                                                      | [ 101 ]       |
| 2 de março de 2019      | Muzambinho            | Minas Gerais        | Brasil     | Parque Folia                                                     | Bloco Vermes e Cia                                                                 | [ 102 ]       |
| 2 de março de 2019      | Rio de Janeiro        | Rio de Janeiro      | Brasil     | Cidade das Artes                                                 | Carnaval das Artes                                                                 | [ 103 ]       |
| 3 de março de 2019      | Olinda                | Pernambuco          | Brasil     | Arena Camarote Olinda                                            | Camarote Olinda                                                                    | [ 104 ]       |
| 3 de março de 2019      | Acopiara              | Ceará               | Brasil     | Liceu de Acopiara Deputado Francisco Alves Sobrinho              | Carnaval de Acopiara                                                               | [ 105 ]       |
| 3 de março de 2019      | Luís Correia          | Piauí               | Brasil     | Complexo Barramares                                              | Carnaval Euphoria                                                                  | [ 106 ]       |
| 4 de março de 2019      | Caicó                 | Rio Grande do Norte | Brasil     | Estádio Senador Dinarte Mariz                                    | Carnaval de Caicó                                                                  | [ 107 ]       |
| 4 de março de 2019      | Votuporanga           | São Paulo           | Brasil     | Centro de Eventos Helder Henrique Galera (Mundo Oba)             | Oba Festival                                                                       | [ 108 ]       |
| 5 de março de 2019      | Brasília              | Distrito Federal    | Brasil     | Parque da Cidade Dona Sarah Kubitschek                           | Carnaval no Parque                                                                 | [ 109 ]       |
| 5 de março de 2019      | Salvador              | Bahia               | Brasil     | Circuito Barra-Ondina                                            | Camarote VillaMix                                                                  | [ 110 ]       |
| 6 de março de 2019      | Porto Seguro          | Bahia               | Brasil     | Arena Axé Moi                                                    | Carnaporto Axé Moi Folia                                                           | [ 111 ]       |
| 7 a 21 de março de 2019 | Férias                | Férias              | Férias     | Férias                                                           | Férias                                                                             | [ 2 ]         |
| 23 de março de 2019     | Belém                 | Pará                | Brasil     | Cidade Folia Complexo de Shows                                   | Garota VIP Festival                                                                | [ 112 ]       |
| 24 de março de 2019     | Santarém              | Pará                | Brasil     | Estacionamento do Novo Porto de Santarém                         | Sunset Wesley Safadão                                                              | [ 113 ]       |
| 29 de março de 2019     | Porto Velho           | Rondônia            | Brasil     | Talismã 21                                                       | Garota White                                                                       | [ 114 ]       |
| 30 de março de 2019     | Goiânia               | Goiás               | Brasil     | Estacionamento do Estádio Serra Dourada                          | WS Sunset                                                                          | [ 115 ]       |
| 30 de março de 2019     | Belo Horizonte        | Minas Gerais        | Brasil     | Estádio Mineirão                                                 | VillaMix Festival                                                                  | [ 116 ]       |
| 5 de abril de 2019      | Mogi Guaçu            | São Paulo           | Brasil     | Antiga Cerâmica Chiarelli                                        | ExpoGuaçu (Exposição Agropecuária de Mogi Guaçu)                                   | [ 117 ]       |
| 6 de abril de 2019      | Manaus                | Amazonas            | Brasil     | Arena da Amazônia – Vivaldo Lima                                 | VillaMix Festival                                                                  | [ 118 ]       |
| 7 de abril de 2019      | Fortaleza             | Ceará               | Brasil     | Marina Park Hotel                                                | Gravação do Novo Promocional                                                       | [ 119 ]       |
| 12 de abril de 2019     | São Paulo             | São Paulo           | Brasil     | Clube Pinheiros                                                  | Tá em casa! com Wesley Safadão                                                     | [ 120 ]       |
| 13 de abril de 2019     | Cotia                 | São Paulo           | Brasil     | Recinto de Eventos de Cotia                                      | Festa do Peão de Cotia                                                             | [ 121 ]       |
| 13 de abril de 2019     | Cuiabá                | Mato Grosso         | Brasil     | Estacionamento do UNIVAG (Centro Universitário de Várzea Grande) | Garota VIP Festival                                                                | [ 122 ]       |
| 14 de abril de 2019     | Guarantã do Norte     | Mato Grosso         | Brasil     | Estádio Aristides Dias de Macedo                                 | Sunset Wesley Safadão - Calourada Unifama                                          | [ 123 ]       |
| 18 de abril de 2019     | Rio de Janeiro        | Rio de Janeiro      | Brasil     | Espaço Terraço                                                   |                                                                                    | [ 124 ]       |
| 19 de abril de 2019     | Praia do Forte        | Bahia               | Brasil     | Praça de Eventos de Praia do Forte                               | Bendito Forte                                                                      | [ 125 ]       |
| 20 de abril de 2019     | Gravatá               | Pernambuco          | Brasil     | Hotel Canarius                                                   | Seu Antônio na Serra                                                               | [ 126 ]       |
| 26 de abril de 2019     | São Bernardo do Campo | São Paulo           | Brasil     | Estância Alto da Serra                                           |                                                                                    | [ 127 ]       |
| 27 de abril de 2019     | Fortaleza             | Ceará               | Brasil     | Estacionamento da Arena Castelão                                 | Garota VIP Festival                                                                | [ 128 ]       |
| 28 de abril de 2019     | Valença               | Bahia               | Brasil     | AABB (Associação Atlética Banco do Brasil)                       |                                                                                    | [ 129 ]       |
| 30 de abril de 2019     | São José              | Santa Catarina      | Brasil     | Arena Petry                                                      | Arena Safadão                                                                      | [ 130 ]       |